# 小行星2068
小行星2068（2068 Dangreen）是一颗绕太阳运转的小行星，为主小行星带小行星。该小行星于1948年1月8日发现。
該小行星以美國天文台工作者丹尼爾·W·E·格林（Daniel W. E. Green）命名。

## 轨道参数
小行星2068的轨道半长轴为2.7719898 AU，离心率为0.100。